# Anders Peter Kullbom
Anders Peter Kullbom, född 17 februari 1817 i Ledbergs församling, Östergötlands län, död 17 oktober 1900 i Mjölby församling, Östergötlands län, var en svensk snickare och orgelbyggare.

## Biografi
Kullbom föddes och döptes den 17 februari 1817 på Åbylunds ägor i Ledbergs socken. Han var son till livgrenadjären Johan Kullbom (1784–1829) och Stina Johansdotter. Familjen flyttade omkring 1825 till torpet Gropen under Tomta ägor. 1829 dog fadern och familjen flyttade till torpet Skyllen. Kullbom flyttade 26 november 1833 till Sankt Lars kvarter 65 i Linköping och blev snickarlärling hos snickaren Carl Peter Malmström (1792–1837). Därefter flyttade han 1835 till Sankt Kors kvarter 38. Kullbom blev 1837 elev och konstförvant hos instrumentmakaren Carl Hanner på Sankt Kors kvarter 66 i Linköping. 1840 flyttar han till Hållingstorp i Kristbergs socken och arbetar som snickare hos direktör Abraham Bengtsson Nyström.
Kullbom gifte sig 10 februari 1842 i Mjölby med Anna Larsdotter från Mjölby socken och de bosätter sig samma år på Fröknegården i Ljungs socken. År 1869 flyttar familjen till tomt 324 i Oskarshamn. Där står han för första gången noterad som orgelbyggare. Kullbom och hustrun var 1873 skrivna i Adolf Fredriks församling, Stockholm. 1874 flytta Kullbom till Tångered 1 i Loftahammars socken Han gör en tillbyggnad på orgel i Loftahammars kyrka samma år.  
1876 bosätter sig Kullbom och hans hustru på Rehnsberg i Broddetorps socken, där de bor fram till Anna Larsdotters död 3 september 1899. Kullbom flyttar samma år till Mjölby Kanikegården i Mjölby, där hans dotter Anna Mathilda bodde. Han avlider den 17 oktober 1900 av ålderdom.
Kullbom var orgelbyggare och reparatör i Linköping. Han var oexaminerad och reparerade orglar i Linköpings och Skara stift under 1800-talets senare hälft.

## Lista över orglar
Kullbom började tillverka orglar 1838 och har under sin livstid tillverkat, renoverat, ombyggt och reparerat över 100 orglar.
| År          | Ursprunglig kyrka          | Stift      | Bild | Manualer | Pedal   | Stämmor | Bevarad orgel/fasad | Övrigt |
| ----------- | -------------------------- | ---------- | ---- | -------- | ------- | ------- | ------------------- | --- |
| 1852/1853   | Järstads kyrka             | Linköpings |      |          |         | 6 1⁄2   | Ja (delvis)/Ja      | Ny orgel byggdes 1935 av A. Mårtenssons Orgelfabrik AB, Lund. Stora delar av orgeln är från Kullboms orgel.                                   |
| 1861        | Konungsunds kyrka          | Linköpings |      |          |         |         |                     | Tillbyggnad. |
| 1862        | Björkebergs kyrka          | Linköpings |      |          |         | 7       |                     | Byggde 1862 en orgel till kyrkan. Renovering och tillbyggnad. Orgeln finns magasinerad. Ny orgel byggdes 1937 av M J & H Lindegren, Göteborg. |
| 1863        | Motala verkstad            | Linköpings |      |          |         |         |                     | |
| 1870        | Bönhuset, Oskarshamn       | Kalmar     |      | 1        |         | 5       |                     | [ 28 ] |
| 1877        | Karleby kyrka, Skara stift | Skara      |      | 1        | Bihängd | 7       | Ja/Ja               | Är den bäst bevarade av Kullboms orglar. Orgeln är mekanisk.                                                                                  |
| 1878        | Ugglums kyrka              | Skara      |      |          |         | 5       |                     | Ny orgel byggdes 1914 av Nordfors & Co, Lidköping.                                                                                            |
| 1897 (1893) | Jäla kyrka                 | Skara      |      |          |         |         | Nej/Nej             | Orgeln är magasinerad. Ny orgel byggdes 1924 av Olof Hammarberg, Göteborg.                                                                    |

### Reparationer och ombyggnationer
| År         | Ursprunglig kyrka  | Stift      | Bild | Manualer | Pedal        | Stämmor | Bevarad orgel/fasad | Övrigt |
| ---------- | ------------------ | ---------- | ---- | -------- | ------------ | ------- | ------------------- | --- |
| 1855       | Ulrika kyrka       | Linköpings |      |          |              |         |                     | Orgeln var byggd 1734 av Johan Niklas Cahman, Stockholm för Kisa kyrka orgeln flyttades Sunds kyrka 1757 och sedan till Ulrika kyrka 1798. Där förändrades 1855 av Kullbom. Ny orgel byggdes 1926 av Åkerman & Lund, Sundbyberg med 9 stämmor, två manualer och pedal. Den den gamla orgeln magasinerades då. 1970 flyttades Åkerman & Lunds orgel till Rimforsa Missionskyrka och samma år sattes 1734 års orgel upp i kyrkan av Bröderna Moberg, Sandviken. |
| 1869       | Döderhults kyrka   | Kalmar     |      |          |              |         |                     | Kullbom reparerade och tillbyggde en andra manual. Orgeln avprovades och godkändes 29 maj 1869 av tullförvaltaren och organisten Henric Seldener. |
| 1870-talet | Varvs kyrka        | Skara      |      |          |              | 8       | ?/Ja                | Kullbom flyttade på 1870-talet hit och omändrade en orgel från Röks kyrka. Den var byggd 1752 av Jonas Wistenius, Linköping och hade efter ombyggnationen 8 stämmor. Ny orgel byggdes 1922 av Nordfors & Co, Lidköping. |
| 1870       | Folkströms kapell  | Linköpings |      |          |              |         |                     | Uppsättning av en orgel byggd av Johan Agerwall. |
| 1874       | Loftahammars kyrka | Linköpings |      | 1        | Självständig | 13      | Ja/Ja               | Orgel var byggd 1767 av Lars Wahlberg och Anders Wollander. Orgel tillbyggdes med flera stämmor och reparerades av Kullbom 1874 och den avprovades den 7 november av domkyrkoorganisten Fredrik Törnwall. |
| 1875       | Mörlunda kyrka     | Linköpings |      |          |              |         |                     | Kullbom förbättrade orgeln 1875 och den avprovades den 11–12 augusti av domkyrkoorganisten Fredrik Törnwall. Under Törnwalls besök närvarade även organisten August Lagergren. |
| 1878       | Kisa kyrka         |            |      |          |              |         |                     | Kullbom förbättrade orgeln 1878 genom att bytta ut några stämmor, insatt en ny dubbelbälg och insatt nytt klaviatur. Orgeln avprovades den 6 oktober 1878 av organisten Gustafsson. |
| 1884       | Halna kyrka        |            |      |          |              |         |                     | Kullbom reparerade orgeln under sommaren 1884. |
| 1886       | Broddetorps kyrka  | Skara      |      |          |              |         |                     | Orgeln reparerades sommaren 1886 av Kullbom och orgeltramparen Dalqwist. |
| 1887       | Heda kyrka         | Linköpings |      |          |              |         |                     | Orgeln renoverades 1887 under sju veckor av Kullbom |

### Övrigt
| År   | Ursprunglig kyrka | Stift | Bild | Manualer | Pedal | Stämmor | Bevarad orgel/fasad | Övrigt                                                             |
| ---- | ----------------- | ----- | ---- | -------- | ----- | ------- | ------------------- | ------------------------------------------------------------------ |
| 1887 | -                 | Skara |      |          |       |         |                     | En undervisningsorgel byggd till musikdirektören Lindsten i Skara. |